# Karlo Marinković
Karlo Marinković (* 15. März 2004 in Zagreb) ist ein kroatischer Eishockeyspieler, der seit 2024 beim KHL Sisak unter Vertrag steht und derzeit mit dem Klub in der Alps Hockey League und der kroatischen Eishockeyliga spielt. Seine Zwillingsschwester Matea ist ebenfalls kroatische Nationalspielerin.

## Karriere
Karlo Marinković begann seine Karriere als Eishockeyspieler im Jugendbereich von KHL Zagreb. Mit 14 Jahren wechselte er zum HK Olimpija in die slowenische Hauptstadt Ljubljana, für den er in den Jugendklassen der International Hockey League spielte. 2021 wechselte er zum Strömsbro IF, wo er seit 2022 in der J20 Region, der zweithöchsten schwedischen Juniorenklasse, spielt. Daneben ist er seit auch immer wieder vereinzelt in Kroatien aktiv in der kroatischen Eishockeyliga und in der International Hockey League. Spielte er zunächst für seinen Ausbildungsverein KHL Zagreb, so stand er 2023 beim Team „Croatia Select“ auf dem Eis. 2023/24 stand er beim HDD Jesenice unter Vertrag und spielte mit dem Klub in der International Hockey League, wo er 2024 bester Vorlagengeber war, der Alps Hockey League und der slowenischen Eishockeyliga. Anschließend wechselte er zum KHL Sisak, bei dem er ebenfalls in der Alps Hockey League und zudem in der kroatischen Eishockeyliga aktiv ist.

### International
Für Kroatien nahm Marinković im Juniorenbereich in der Division II an der U18-Weltmeisterschaft 2022, als er als Topscorer und mit den meisten Vorlagen auch zum besten Stürmer des Turniers gewählt wurde, sowie den U20-Weltmeisterschaften 2022 und 2023, als den Kroaten der Aufstieg in die Division I gelang, teil. Bei der U20-Weltmeisterschaft 2024 spielte er dann in der Division I und war dort bester Spieler seines Teams.
Sein Debüt in der Herren-Nationalmannschaft der Kroaten gab er bei der Weltmeisterschaft der Division II 2022, wo er auch 2023 und 2024, als der Aufstieg in die Division I gelang, spielte.

## Erfolge und Auszeichnungen
- 2022 Aufstieg in die Division II, Gruppe A, bei der U18-Weltmeisterschaft der Division II, Gruppe B
- 2022 Topscorer, meiste Vorlagen und bester Stürmer bei der U18-Weltmeisterschaft der Division II, Gruppe B
- 2022 Aufstieg in die Division II, Gruppe A, bei der U20-Weltmeisterschaft der Division II, Gruppe B
- 2023 Aufstieg in die Division I, Gruppe B, bei der U20-Weltmeisterschaft der Division II, Gruppe A
- 2024 Bester Vorlagengeber der International Hockey League
- 2024 Aufstieg in die Division I, Gruppe B, bei der Weltmeisterschaft der Division II, Gruppe A